# Albert Hauck
Albert Heinrich Friedrich Stephan Ernst Louis Hauck (9. prosince 1845, Wassertrüdingen – 7. dubna 1918, Lipsko) byl německý luteránský teolog a církevní historik.

## Životopis
Studoval od roku 1864 v Erlangenu teologii a od roku 1866 v Berlíně, kde byl ovlivněn Leopoldem von Ranke. V roce 1868 složil v Ansbachu první státní zkoušku. V roce 1870 se stal vikářem v Mnichově, 1871 ve Feldkirchenu a v roce 1875 byl jmenován farářem ve Frankenheimu. Od roku 1878 vyučoval církevní dějiny a křesťanskou archeologii v Erlangenu. V roce 1882 byl jmenován řádným profesorem. Na univerzitě v Lipsku byl zaměstnán jako profesor církevních dějin od roku 1889; později byl zde děkanem teologické fakulty a rektorem. Jeho nejvýznamnějším dílem jsou Kirchengeschichte Deutschlands (1887–1920). Mimoto byl jediným vydavatelem třetího vydání Realenzyklopädie für protestantische Theologie und Kirche.